# Международно общество за Кришна-съзнание
Международно общество за Кришна-съзнание (англ. International Society for Krishna Consciousness, транскрибирано на български като ИСКОН), известно още като Движението „Харе Кришна“, е религиозна организация, основана през 1966 от Бхактиведанта Свами Прабхупада (1896 – 1977), наричан и титулуван от последователите си Негова Божествена Милост или накратко Шрила Прабхупада. Обществото за Кришна-съзнание принадлежи към традицията на Гаудия вайшнавизма, един от четирите клона на Вайшнавизма – религиозна система, почитаща Бог Вишну, като Върховен Бог.
Обществото за Кришна-съзнание е официално регистрирано като религия в България от 1991.
Международното общество за Кришна-съзнание е духовна организация. Нейният основател желае, тя да служи за пример, как всичко може да се използва в служене на Върховния Бог – като път към духовното съвършенство.

## Духовна същност

### Цели на ИСКОН
Седемте цели, които си поставя Международното общество за Кришна съзнание, както са описани в документите на Обществото за Кришна-съзнание, са:
1. Системно и целенасочено да разпространява сред обществото духовно знание и да учи всички хора на принципите на духовния живот, за да бъде спрян упадъкът на житейските ценности и да се постигне истинско единство и мир в света.
2. Да разпространява съзнанието за Кришна такова, каквото е описано в „Бхагавад-гита" и „Шримад-Бхагаватам".
3. Да обедини членовете на Обществото и да ги приближи до Кришна, извечното същество, за да възпита у тях и у цялото човечество идеята, че всяка душа е неотделима частица от природата на Бога (Кришна).
4. Да развива и разпространява движението на санкиртана – съвместното възпяване на святото име на Бога, както това е разкрито в ученията на Шри Чайтаня Махапрабху.
5. Да издигне за членовете си и за цялото общество свято място на трансцендентални забавления, посветено на Личността Кришна.
6. Да обедини членовете си в името на един по-прост и природосъобразен начин на живот.
7. За постигането на гореописаните цели да издава и разпространява периодични издания, списания, книги и други печатни произведения.

### Философията на Кришна-съзнание
Движението Харе Кришна принадлежи към традицията на Гаудия вайшнавизма, тоест, почита Вишну като Върховен Бог.
Последователите и членовете на Обществото за Кришна-съзнание са монотеисти и се обръщат към Бога с името Кришна. Според тях, Върховният може да бъде назован с безброй много имена, такива, като Рама, Вишну, Буда, Йехова, Аллах, Христос и прочее. Последователите и членовете приемат за крайна цел на човешкия живот любовта към Върховния Бог.
Последователите и членовете на Обществото за Кришна-съзнание считат, че духовният живот започва, тогава, когато човек се запита за природата на Абсолютната истина или Върховния Бог. Според тях, всички произведения и коментари на предшестващите духовни учители (Ачарии), които са в унисон с основните заключения на Ведите, трябва да бъдат приети за ведически. Последователите и членовете на обществото за Кришна-съзнание считат, че разбирането личността като нематериална и духовна по природа е началното ниво на разбиране на Абсолютната Истина. Според философията на кришна-съзнание, за да постигне себереализация, човек трябва да се обърне към истински духовен учител, така както човек може да разбере същността на каквото и да е, ако се обърне към личност, която е съвършена в дадената област.
Съвместното повтаряне на Маха-мантрата Харе Кришна е считано от последователите на ИСКОН за най-ефективния метод за духовно извисяване и пречистване в тази епоха, която, според тях, е характерна с упадъка на обществото, изразяващ се в това, че материализмът взима връх над религиозността.

#### Духовно посвещение
Последователите на ИСКОН приемат посвещение от духовен учител – гуру, в процеса на повтаряне на Светите Имена на Бога – Маха-мантрата 

При това посвещение те дават обет да се въздържат от опияняващи средства; месо, яйца и риба; извънбрачни сексуални връзки (членовете на Обществото за кришна-съзнание сключват предвидения в тяхната традиция духовен брак, след сключването на граждански) и хазарт. Те вярват, че тези дейности нарушават физическото, умственото и духовното спокойствие и добруване на човек, както и че засилват напрежението и конфликтите в обществото. При посвещението, също така, вайшнавите се съгласяват да повтарят мантрата 1728 пъти на ден.

#### Шри Чайтаня – духовен глава на движението
Движението Харе Кришна е част от Гаудия Вайшнава традицията. Тази традиция се основава на учението на Бхагавад-гита и Шримад-Багаватам. Движението Харе Кришна приема принципите и практиката зададени от Шри Чайтаня – светец и религиозен реформатор от 15 век, заедно с неговите основни последователи – шестимата Госвами от Вриндавана.
Шри Чайтаня, който е считан от гаудия вайшнавите, каквито са последователите и членовете на ИСКОН, за директна инкарнация на Бог Кришна, дава силен тласък на движението на Бхакти (преданост) в цяла Индия. По негова поръка са написани стотици книги върху философията на вайшнавизма. Много последователи следват стъпките на Шри Чайтаня Махапрабху. Един от тях е изключителният Вайшнава теолог от 19 век – Бхактивинода Тхакура, който дава Кришна-съзнание на съвременните хора. Неговият син – Бхактисиддханта Сарасвати Госвами е гуру на Шрила Прабхупада.

## Духовна идентичност

### Ученическа последователност
Международното общество за Кришна-съзнание се легитимира чрез своята принадлежност и място в дългата последователност от духовни учители (гуру) и ученици. Съществуват четири основни ученически последователности (сампрадаи), а ИСКОН принадлежи към Брахма Самптрадая, водеща началото си от Кришна.
Принципът на ученическата последователност се състои в това, знанието и ученията да се предадат непроменени от учител на ученик. Най-издигнатите предани в дадена последователност са приемани за ачарии – личности, които учат с примера си – продължаващи последователността напред.

## Структура и организация на Международното общество за Кришна-съзнание

### Общности
В световен мащаб движението се развива като обединение от повече от 350 центъра и храма, над 60 селскостопански общности, над 50 училища и повече от 60 ресторанта.  Целта, която това монотеистично движение си поставя е да допринесе за добруването на обществото, като проповядва мисията на Кришна-съзнание, така както е изложена, според неговите последователи и членове, в Бхагавад гита, Шримад Бхагаватам (преведени и на български) и другите свещени санскритски текстове.

#### Организацията в България
Обществото за кришна-съзнание е регистрирано в България с решение на Министерски съвет като Вероизповедание, по силата на закона за Вероизповеданията, през 1991 г. Оттогава то има официална дейност в страната. Неговата дейност преди демократичните промени, започнали на 10 ноември 1989 г. са предмет на отделна публикация. След приемането на новия Закон за вероизповеданията (20 декември 2002) Обществото се пререгистрира в Софийски градски съд, в съответствие с изискванията на новия закон.

### Управително тяло
През 1970 година Бхактиведанта Свами Прабхупада основа Управителното тяло на обществото (GBC – от английски Governing Body Commission), което го подпомага в ръководството на разрастващия се ИСКОН. Преди смъртта си през 1977 година, Бхактиведанта Свами Прабхупада оставя ръководството на ИСКОН в ръцете на Управителното тяло, което взима решения относно главните стратегии на ИСКОН. В своята дейност това тяло се стреми да се ръководи от демократични принципи, решенията се взимат с гласуване, ако е необходимо, след консултация с храмовите президенти и други лидери.

### Бхактиведанта Бук Тръст
За 12 години Бхактиведанта Свами Прабхупада успява да напише повече от 70 тома произведения – преводи на древните Ведически (от Веда-знание) писания и обширни коментари към тях.
Бхактиведанта Бук Тръст (ББТ, анг. BBT) е основан през 1972 година. Неговата цел е да публикува изданията на Бхактиведанта Свами Прабхупада,
Бхактиведанта Бук Тръст е най-големият в света издател и разпространител на книги за Ведическа философия и религия. До днес са разпространени повече от 500 милиона книги и списания на повече от 60 езика по света. 
Въпреки че Бхактиведанта Свами Прабхупада основава Бхактиведанта Бук Тръст отделно от ИСКОН, тръстът публикува неговите книги, както и книги на други автори, които са в традицията на Гаудия вайшнавизма, подпомагайки по този начин с дейността си мисията на Международното общество за Кришна-съзнание.

## Допълнителна информация

### Скандали

#### Казахстанските власти разрушават имоти на Международното общество за Кришна-съзнание
На 21 ноември 2006 г., според решение на съда членовете на Международното общество за Кришна-съзнание са изгонени от домовете си, намиращи се на земята на тяхната селскостопанска общност „Шри Вриндавана Дхам“, а разрушаването на домовете започва незабавно.

#### Съдебен иск срещу ИСКОН
ИСКОН, на страниците на своето списание ISKCON Communications Journal съобщава за минали злоупотреби с деца, в училищата на организацията. Въпреки че признава съществуването на този проблем в миналото, движението е изправено пред съдебен процес, предизвикан от голяма група бивши ученици.
Искът, заведен срещу организацията, не преследва конкретните физически извършители, а е насочен срещу движението. Така, под заплаха от финансов крах, центровете на ИСКОН, които са въвлечени в процеса, обявяват банкрут и стигат до извънсъдебно споразумение за изплащане на огромни обезщетения. Няколкостотин души отговарят на обявите във вестниците, съобщаващи за процеса. Така, всеки от тях се очаква да получи значително обезщетение.
ИСКОН оказва пълно съдействие, при разследванията, помагайки да бъдат разкрити конкретните физически извършители на деянията, противоречащи на духовните стандарти и принципи на движението.
Всички официални изявления на Международното Общество за Кришна Съзнание по този въпрос, могат да бъдат намерени на официалния сайт на организацията